# Forças Armadas do Paquistão
As Forças Armadas do Paquistão (em urdu: پاک عسکری, transl. Pāk Askarī) foram formadas quando a nação obteve sua independência do Império Britânico, durante a partilha da Índia, em 1947.
Seu componentes principais são:
- Exército do Paquistão
- Marinha do Paquistão
- Força Aérea do Paquistão
- Forças paramilitares do Paquistão
- Guarda Costeira do Paquistão
- Comando Nuclear Estratégico do Paquistão

O exército, a marinha e a força aérea foram comissionados em 1947, antecipando um conflito potencial com a Índia. Desde a sua fundação, os organismos militares desempenharam um papel decisivo na história do Paquistão. Um senso de identidade e unidade nacional forjou-se a partir das guerras de 1947 e 1965, contra o poderoso vizinho.
Aproximadamente 650.000 pessoas estão em atividade atualmente, nesta que é a 6ª força armada do mundo (em 2008). Juntamente com as forças paramilitares (302.000 integrantes) e os 520.000 na reserva, as forças armadas do Paquistão totalizam 1.400.000 integrantes. O governo alega obter sua mão-de-obra de uma grande lista de voluntários, e que a convocação não é nem nunca teria sido utilizada.
As forças armadas do Paquistão são lideradas por um corpo de oficiais que não é restrito por classe social, e são indicados a partir de diversas fontes, como as academias de serviço, ou por indicação direta. O dia 6 de setembro é conhecido como Dia da Defesa, e comemora o papel das forças armadas na defesa da nação.
As forças armadas paquistanesas são os maiores contribuintes com os esforços de manutenção de paz das Nações Unidas; no ano de 2007 mais de 10.000 homens foram empregados ao redor do mundo. Outras ações das forças paquistanesas em território estrangeiro consistiram do envio de pessoal, no papel de conselheiros, aos países árabes e africanos. As forças militares do Paquistão mantiveram presenças fortes (divisões e brigadas) em alguns dos países árabes durante as guerras árabes-israelenses do passado, e na primeira Guerra do Golfo, ao lado da Coalizão.